# Christian Birk
Christian Birk (født 8. oktober 1975) er en dansk tidligere eliteløber. Han var  1997-2005 en af de førende 400 meter-løbere i Danmark. Han har også dyrket  tikamp, længdespring, trespring og 200 meter.
Han begyndte sin atletikkarriere som junior (<19 år) i Herlufsholm Gymnastikforening, hvorefter han som ungsenior (20-23) var en kort tid i Trongårdens IF, og  sine sidste ungseniorår i Sparta.

## Personlige rekorder
- 100m: 10,87s
- 200m: 21,15s
- 200m inde: 21,63s
- 400m: 46,47s
- 400m inde: 47,38s (Dansk rekord)
- 800m: 1.55,20
- Trespring: 15,47m
- Længdespring: 7,02m
- Højdespring: 1,93m
- Tikamp: 6035 point

## Danske rekorder

### Seniorrekorder
- 4x400m: 3:07,67min – 23-06-2002
- 4x400m klubhold: 3:13,23min – 07-07-2001

### Seniorrekorder indendørs
- 400m: 47.38 – 15-02-2001
- 400m: 48.34 – 12-02-2000
- 400m: 48.65 – 05-02-2000
- 4x200m klubhold: 1:29.11 – 23-02-2003

## Danske mesterskaber
- 1997: Trespring indendørs
- 1998: 4x400m
- 1999: 400m, 4x100m, 4x400m
- 2000: 200m, 400m indendørs
- 2000: 200m, 400m, 4x100m, 4x400m
- 2001: 200m, 400m, 4x100m, 4x400m
- 2002: 400m indendørs
- 2002: 400m, 4x100m
- 2003: 200m, 400m, 4x200m indendørs
- 2003: 400m, 4x100m
- 2004: 400m, 4x200m indendørs
- 2004: 400m, 4x100m, 4x400m
- 2005: 4x400m